# Муні (затока)
Муні (фр. Estuaire du Mouni) — естуарій декількох річок Екваторіальної Гвінеї та Габона. Частина його утворює кордон із Габоном. Саме від цього гирла була взята колишня назва цієї частини Екваторіальної Гвінеї Ріо-Муні. Основними прибережними містами естуарію є Асалаєнг та Кого в Екваторіальній Гвінеї та Кокобич у Габоні. Більша частина естуарію розташована на території Екваторіальної Гвінеї.

## Гідрологія
Затока живиться з півночі річками Мандьяні, Мітонг, Мвен і Тімбоні (Мітімеле, Утамбоні), й своєю чергою впадає у затоку Коріско в Атлантичному океані. У старих джерелах часто позначалася як річка Муні (Río Muni).
Клімат мусонний. Середня температура 21 °C. Найтепліший місяць — червень із середньою температурою 22 °C, найхолодніший — серпень із середньою температурою 18 °C.

## Охорона
Практично весь естуарій Муні перебуває під захистом Рамсарської конвенції № 1311. На заповідній території площею 800 км² мешкають лісові слони, шимпанзе, горили, мандрили, а також рідкісний африканський ламантин.

## Історія
Першим європейцем, що досліджував естуарій був француз Поль Беллоні дю Шайю. Він вперше залишив записи про цей регіон, коли досліджував Муні та нижню частину Тембоні у своїй першій подорожі.